# Melbourne Cricket Ground
Melbourne Cricket Ground è un impianto sportivo australiano di Melbourne, capitale dello stato di Victoria.
Benché multifunzione, è dedito principalmente al cricket e, a seguire, al football australiano; più raramente, di rugby a XIII e XV nonché calcio. Capace di 100 032 spettatori, è il più capiente stadio dell'Emisfero Sud, nonché il secondo più capiente impianto per cricket dopo il Narendra Modi Stadium di Ahmedabad in India.
Internazionalmente l'MCG è ricordato come il palcoscenico principale dei Giochi della XVI Olimpiade nel 1956 e, principalmente nel mondo britannico, per i Giochi del Commonwealth del 2006. Lo stadio ospita una delle più importanti competizioni di cricket al mondo, la partita tra Australia ed un'altra importante squadra internazionale che si gioca il 26 dicembre (Boxing Day test match). Durante l'inverno lo stadio è teatro delle partite di football australiano e a settembre lo stadio viene riempito al limite della propria capacità per la finale per il titolo di campione della Australian Football League (AFL).
Fino agli anni settanta, lo stadio aveva una capacità di più di 120 000 spettatori: il record è detenuto da una cerimonia religiosa di Billy Graham, alla quale nel 1959 assisterono circa 130 000 persone. Il record per un evento sportivo è detenuto dalla finale di football australiano della lega VFL del campionato 1970, per la quale una folla di 121 696 persone accorse allo stadio. Attualmente la capacità, per via dell'irrigidimento delle norme di sicurezza, è di poco superiore alle centomila unità.
L'MCG, anche detto "The G", è anche stato protagonista di altri eventi, come le partite di football international rules tra giocatori di football australiano e di football gaelico, partite di rugby, le qualificazioni alla coppa del mondo FIFA di calcio e concerti di musica leggera. Quando Madonna fece tappa a Melbourne nel 1993 durante il Girlie Show Tour, soprannominò lo stadio il punto G. 
Dal 2026 ospiterà una partita di football americano della stagione regolare della National Football League (NFL) nell'ambito delle NFL International Series.
L'MCG è stato iscritto nell'Australian Heritage Register, l'elenco dei monumenti nazionali australiani.